# Batcombe (Somerset)
Batcombe is een civil parish in het bestuurlijke gebied Mendip, in het Engelse graafschap Somerset met 439 inwoners.